# Matej Frelih
Matej Frelih (tudi Froelich), slovenski rimskokatoliški duhovnik, pisatelj * 11. september 1828, Lozice, † 1. februar 1892, Trebnje.

## Življenje in delo
Gimnazijo je obiskoval v Ljubljani, bil tu 3 leta gojenec Alojzijevišča. Študij bogoslovja je končal leta 1854. Kaplanoval je v Spodnji Idriji in Stari Loki, od 1865 do 1870 je bil župnik na Premu, 1870-1885 v Laščah, potem do smrti župnik in dekan v Trebnjem. Leta 1846 je v Novicah objavil (s podpisom Matevž) smešno povest Jurčik gre na ptuje, ki se je večkrat ponatisnila; 1848 je v Alojzijevišču urejal domači list Daničico. Članke je pisal v cerkvene liste, in se podpisoval: Vesel, Vitoški, Hilarius. Kot bogoslovec je izdal Nar lepši dan ali vredno praznovanje prviga svetiga obhajila (Lj., 1852, ponatisi 1854, 1867, 1871, 1882) in iz regensburškega katekizma prevedel Perve in narpotrebniši resnice svete keršanske katoliške vere za nar manjši učence (Lj., 1854). Leto pozneje so izšli Kerški raki za kratek čas. Znadke ali anekdote. Pervi košek (Lj. 1855); drugi del (košek) je sledil 1863. Z M. Gogalo († 1892 kot župnik v Stari Oselici) je sestavil Venček za vezilna darila ali vošilne pesmice (Lj. 1854, ponatisi  1869, 1884, 1898), z J. Božičem je za koledarski leti 1855 in 1856 izdal  Koledar za Slovence. V rokopisu je zapustil šest zveskov pesmi.
Frelih je bil čudak, nadarjen, pa vihrav in nestalen; kot duhovnik je svoje dolžnosti vestno opravljal. Poezija mu je bila igrača; le nekatere nabožne pesmi in žalostinke imajo vrednost.